# Исперих
Исперих (болг. Исперих) — второй по величине город в Разградской области Болгарии, центр общины Исперих. Население города составляет 9080 человек (на 15 июня 2014 года).

## История
О времени заселения окрестностей города свидетельствуют найденные артефакты эпохи бронзового века. Город возник в 1545 году, на месте более раннего средневекового поселения. В 1573 году в турецких регистрах упоминается как Кемаллар, в 1934 году переименован в село Исперих (в честь хана Аспаруха — основатель первого болгарского государства на Дунае). Указом Президиума Народного Собрания НРБ № 38 от 31 января 1960 года (опубликованным 2 февраля 1960 года), село Исперих преобразовано в город Исперих.

## Население
По данным переписи населения 2011 года в городе проживали 8973 жителя, из них 4665 — болгары; 2799 - турки; 598 — цыгане.
| 1934 | 1946 | 1956 | 1965 | 1975  | 1985  | 1992  | 2001  | 2011 | 2012 | 2013 |
| ---- | ---- | ---- | ---- | ----- | ----- | ----- | ----- | ---- | ---- | ---- |
| 3206 | 3579 | 6759 | 8453 | 10490 | 11221 | 10494 | 10000 | 8864 | 8721 | 8602 |

## Религия
Верующие жители города — мусульмане и православные христиане. В городе выстроены две мечети и одна церковь.

## Политическая ситуация
Кметом (мэр) общины Исперих — до 2011 года был Адил Ахмед Решидов (Движение за права и свободы (ДПС)), затем Бейсим Шукри (ДПС) по результатам выборов.

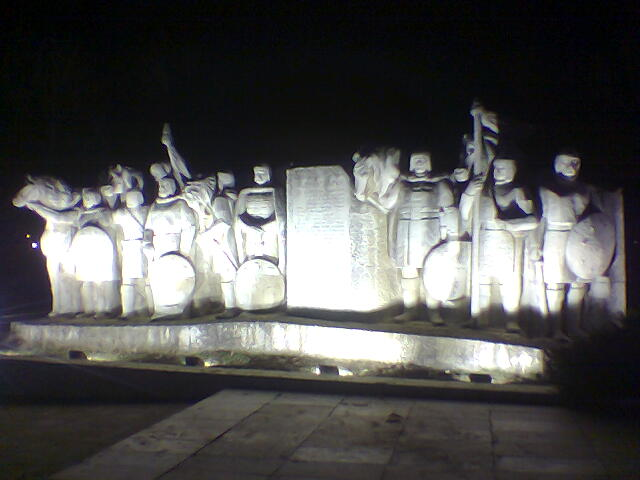
Монумент в честь хана Аспаруха